# 8313 Christiansen
8313 Christiansen eller 1996 YU1 är en asteroid i huvudbältet som upptäcktes den 19 december 1996 av Beijing Schmidt CCD Asteroid Program vid Xinglong-observatoriet. Den är uppkallad efter Wilbur N. Christiansen.
Asteroiden har en diameter på ungefär 5 kilometer.